# Die Toten vom Bodensee – Der Seelenkreis
Die Toten vom Bodensee – Der Seelenkreis ist ein deutsch-österreichischer ORF/ZDF-Fernsehfilm von Michael Schneider aus dem Jahr 2021. Dies ist der 13. Teil der Krimiserie Die Toten vom Bodensee. Im ORF wurde der Film am 20. Oktober 2021 erstmals gezeigt, davor wurde der Film auf Flimmit veröffentlicht. Die Erstausstrahlung im ZDF erfolgte am 1. November 2021.

## Handlung
In ihrem 13. gemeinsamen Fall drehen sich die Ermittlungen von Micha Oberländer aus Lindau und Hannah Zeiler aus Bregenz um Legenden, historische Überlieferungen und rätselhafte Symbole.
Ein kürzlich geborenes Baby wird in einem auf dem Bodensee treibenden Korb nach einem anonymen Anruf gefunden, eingehüllt in ein Stoffstück. Auf diesem findet sich mit Ruß geschrieben der Text "gefangen, werde sterben" und "Rita Hafner" sowie eine liegende Acht, ein Pentagramm und ein ausgefüllter Kreis, von dem die Ermittler annehmen, dass es sich um ein Symbol für den Vollmond handelt. Da der nächste Vollmond bereits in zwei Tagen ist, drängt die Zeit.
Eine DNA-Analyse bestätigt, dass es sich bei der Mutter des Neugeborenen um Rita Hafner, eine Aushilfsschneiderin der Bregenzer Seebühne, handelt. Hafner war vor sechs Monaten spurlos verschwunden, als sie im dritten Monat schwanger war, viele gingen davon aus, dass sie damals ums Leben kam. Auch Oberländer und Zeiler nahmen bisher an, dass sie einem Mord zum Opfer gefallen war. Die beiden müssen sich eingestehen, dass Fehler im Zuge der Polizeiarbeit gemacht wurden. Hauptverdächtiger war damals Ritas Freund, der zuvor gefeierte Opernstar Veit Steindl. Die Verdächtigungen und die mediale Berichterstattung zur Zeit ihres Verschwindens hatten ihn seine Ehe gekostet, ihn in eine Krise und in den Alkoholismus getrieben und in die Arbeitslosigkeit gestürzt. Steindl beteuert weiter seine Unschuld.
Sarina Huemer, die unter Fibromyalgie leidet, ist Schneiderin bei der Bregenzer Seebühne. Sie war die letzte, die Rita Hafner gesehen hatte. Nachdem Rita als Aushilfsschneiderin nur wenig verdient hatte, hatten Sarina und ihr Mann Marco Huemer sie bei sich wohnen lassen. Daher wusste sie auch von der Affäre zwischen Rita und Steindl sowie der Schwangerschaft. Sarina Huemer verdächtigt Steindl, Rita Hafner ermordet bzw. entführt zu haben.
Parallel zur wieder aufgenommenen Suche nach Hafner geschieht ein Mord am Schlagzeuger Wolfgang Zirbner, er wurde erstochen. Am Schlagzeug findet sich mit seinem Blut geschrieben eine liegende Acht sowie der Text "MIRI". Der Tat verdächtigt wird die Ex-Freundin des Schlagzeugers Miriam Thaler, eine frühere Freundin von Oberländer, der allerdings von ihrer Unschuld überzeugt ist. Unter Zirbners Büchern findet sich ein Werk über den Angriff der Schweden unter Carl Gustaf Wrangel auf Bregenz 1647 während des Dreißigjährigen Krieges. In der Nähe der Stelle, wo das Baby gefunden wurde, findet sich eine Gedenktafel für Wrangel. Zirbner wurde vor seinem Tod ebenfalls in der Nähe gesehen. Oberländer vermutet, dass im Umkreis auch Rita Hafner gefangen gehalten wird.
Die weiteren Ermittlungen ergeben, dass der Weidenkorb, in dem das Baby gefunden wurde, aus dem Requisitenlager der Seebühne stammte. Bühnenbauerin Thea Köck hatte einige Gegenstände aus dem Lager an Zirbner verkauft. Miriam Thaler wird im Dunkeln überfallen und verletzt, der Angreifer erleidet eine Stichverletzung im Bereich der Hüfte. Von Marco Huemer erfährt Zeiler, dass sich dessen Frau mit historischen Heilmethoden beschäftigt hatte. Aufgrund der Stichverletzung wird Marco Huemer von Zeiler als Thalers Angreifer identifiziert. Zeiler wird daraufhin von Sarina Huemer niedergeschlagen und von ihr zu Rita Hafner gebracht.
Oberländer vermutet, dass es sich bei der liegenden Acht um einen Doppelring handelt, wie ihn Wrangel getragen hatte und Zirbner wegen eines solchen Ringes ermordet wurde. Aus den Unterlagen der Huemers geht hervor, dass sie zu Vollmond das mystische Ritual des Seelenkreises vollziehen möchten. Demnach soll die Seele im menschlichen Körper durch einen Seelenkreis geschützt sein. Bei der Geburt eines Babys soll dieser Kreis laut Legende geöffnet werden, durch Seelenwanderung soll zu diesem Zeitpunkt eine andere Seele platziert werden können. Der Kreis wird in der darauffolgenden Vollmondnacht wieder geschlossen. Sarina, die aufgrund ihrer Fibromyalgie auch an Depressionen leidet, möchte so von ihren Leiden erlöst werden.
Marco gesteht seiner Frau, dass er den anonymen Anruf bezüglich des Babys im See an die Polizei getätigt hatte. Oberländer nimmt an, dass das Ritual an jener Stelle stattfinden soll, an der die Geliebte von Wrangel verletzt wurde. Gemeinsam mit Komlatschek gelingt es ihm, Hafner, Zeiler und die Huemers im Wald ausfindig zu machen. Nachdem Sarina von Komlatschek und Oberländer mit der Waffe bedroht wird, schießt sie sich in den Bauch und bricht zusammen. Ihr Mann versucht durch Sprechen eines Gebetes das Ritual des Seelenkreises zu vollziehen und wird von Komlatschek festgenommen.

## Produktion

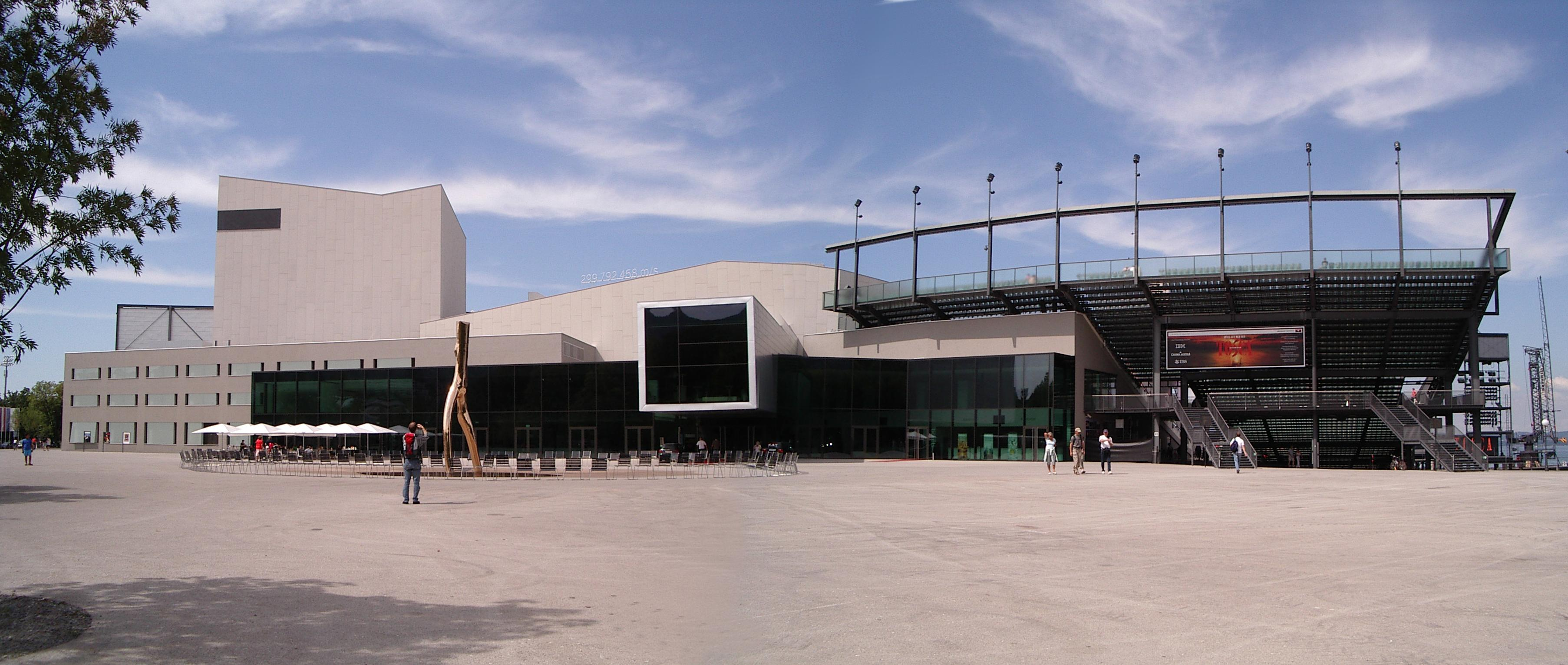
Hauptmotiv des Films: das Festspielhaus Bregenz

Die Dreharbeiten fanden gemeinsam mit dem 12. Teil Der Wegspuk vom 16. Juni bis zum 14. August 2020 am Bodensee und Umgebung statt. Ein wiederkehrendes Hauptmotiv des Films ist das Festspielhaus und die Seebühne der Bregenzer Festspiele. Der zu sehende Clownkopf war das Bühnenbild der Rigoletto-Inszenierung aus den Jahren 2019 bis 2021.
Produziert wurde der Film von der Graf Filmproduktion GmbH und Rowboat Film- und Fernsehproduktion, beteiligt waren der Österreichische Rundfunk und das Zweite Deutsche Fernsehen. Unterstützt wurde die Produktion durch den Fernsehfonds Austria sowie das Land Vorarlberg.
Die Kamera führten Lukas Gnaiger und Matthias Pötsch. Für den Ton zeichnete Hjalti Bager-Jonathansson verantwortlich, für die Ausstattung Christine Egger, für das Kostümbild Heike Werner und für die Maske Birgit Beranek und Fatma Reil.

## Rezeption

### Kritiken
Tilmann P. Gangloff vergab auf tittelbach.tv 3,5 von sechs Sternen und meinte, dass Michael Schneider die originelle Geschichte nur mäßig spannend umgesetzt habe. Der eigentliche Reiz des Films liege in dem ungewöhnlichen Schauplatz der für ihre ausgefallenen Bühnenbilder bekannten Seebühne der Bregenzer Festspiele.
Ähnlich urteilte Ernst Corinth (RedaktionsNetzwerk Deutschland), der ebenfalls das phantasievolle Bühnenbild der Bregenzer Festspiele als wunderbare Kulisse lobte. Die Geschichte selbst werde immer komplizierter und verworrener, so dass es bisweilen schwerfalle, den Überblick zu behalten. In der zweiten Hälfte des Films würde eine Story aufgetischt, die so absurd und abstrus ist, dass man die Lust an diesem Krimi verliere. Dieser Mythen-in-Tüten-Fall sei ziemlich esoterischer Humbug.

### Einschaltquoten
Die Erstausstrahlung von Der Seelenkreis am 1. November 2021 im Programm des ZDF wurde von 7,34 Millionen Zuschauern gesehen, der Marktanteil betrug 23,9 Prozent.
In Österreich waren auf ORF 2 bis zu 620.000 und durchschnittlich 583.000 Zuschauer dabei, was einem Marktanteil von 20 Prozent entsprach.